# Dom Żeglarza Polskiego w Gdyni
Dom Żeglarza Polskiego – zabytkowy budynek w Gdyni. Mieści się w Śródmieściu przy al. Jana Pawła II 3.
Został zbudowany w 1937 roku. Od 1987 widnieje w rejestrze zabytków. Obecnie w budynku mieści się Wydział Nawigacyjny Akademii Morskiej.